# George Shuckburgh-Evelyn
George Augustus William Shuckburgh-Evelyn, 6º Baronet (23 de agosto de 1751-11 de agosto de 1804) fue un político, matemático y astrónomo británico.

## Biografía
George Shuckburgh, nacido en 1751, era hijo de Richard Shuckburgh de Limerick. Se educó en la Rugby School y en el Balliol College de la Universidad de Oxford, graduándose en 1772.
En 1773 heredó el título de baronet a la muerte de su tío, y tras regresar de sus viajes de posgrado a Europa, se mudó a Shuckburgh Hall, propiedad familiar en Lower Shuckburgh, Warwickshire. Fue miembro de la Cámara de los Comunes como Parlamentario por Warwickshire desde 1780 hasta su muerte en 1804.
En 1782, se casó con Sarah Johanna Darker. Contrajo su segundo matrimonio el 6 de octubre de 1785 con Julia Annabella Evelyn, hija de James Evelyn de Felbridge. Cuando su suegro murió en 1793, Shuckburgh añadió Evelyn a su propio apellido. Su hija, Julia Evelyn Medley Shuckburgh, se casó con Charles Jenkinson, 3er Conde de Liverpool.
Shuckburgh murió el 11 de agosto de 1804 en Shuckburgh, Warwickshire.

## Contribuciones científicas
Realizó una serie de observaciones astronómicas y efemérides, que publicó en doce volúmenes entre 1774 y 1797. En 1791 instaló el telescopio Shuckburgh en su observatorio privado de Warwickshire, Inglaterra. Entre sus observaciones figuran medidas del tamaño de elementos de la superficie lunar.
Shuckburgh también efectuó contribuciones a la metrología. Intervino en una serie de observaciones sobre el cambio del punto de ebullición del agua a presiones diferentes, señalando la necesidad de controlar este efecto en el calibrado de termómetros.
La escala de Shuckburgh era una yarda estándar de bronce, construida para él por Edward Troughton, cuya compañía posteriormente construyó la yarda estándar victoriana en 1855. La escala de Shuckburgh fue utilizada por George Biddell Airy en sus mediciones de la forma de la Tierra, y sirvió de estándar durante muchos años para el gobierno británico.
En estadística, Shuckburgh fue un pionero en el cálculo de índices de precios.

## Reconocimientos
- Se convirtió en miembro de la Royal Society en 1774.
- En 1798, recibió de forma compartida la Medalla Copley, el premio más importante de la Sociedad.[9]

## Eponimia
- El cráter lunar Shuckburgh lleva este nombre en su memoria.[10]